# Lysammunition
Lysammunition, militärförkortning: lysam, är ammunition främst avsedd för stridsfältbelysning, men i viss mån även nattlig målmarkering etc. De utgörs i grunden av lyskroppar innehållandes ljusalstrande pyrotekniskt lysämne som vid verkan utsöndrar kraftigt ljus. För att få ett starkt sken, använder man sig av till exempel magnesium.

## Verkan

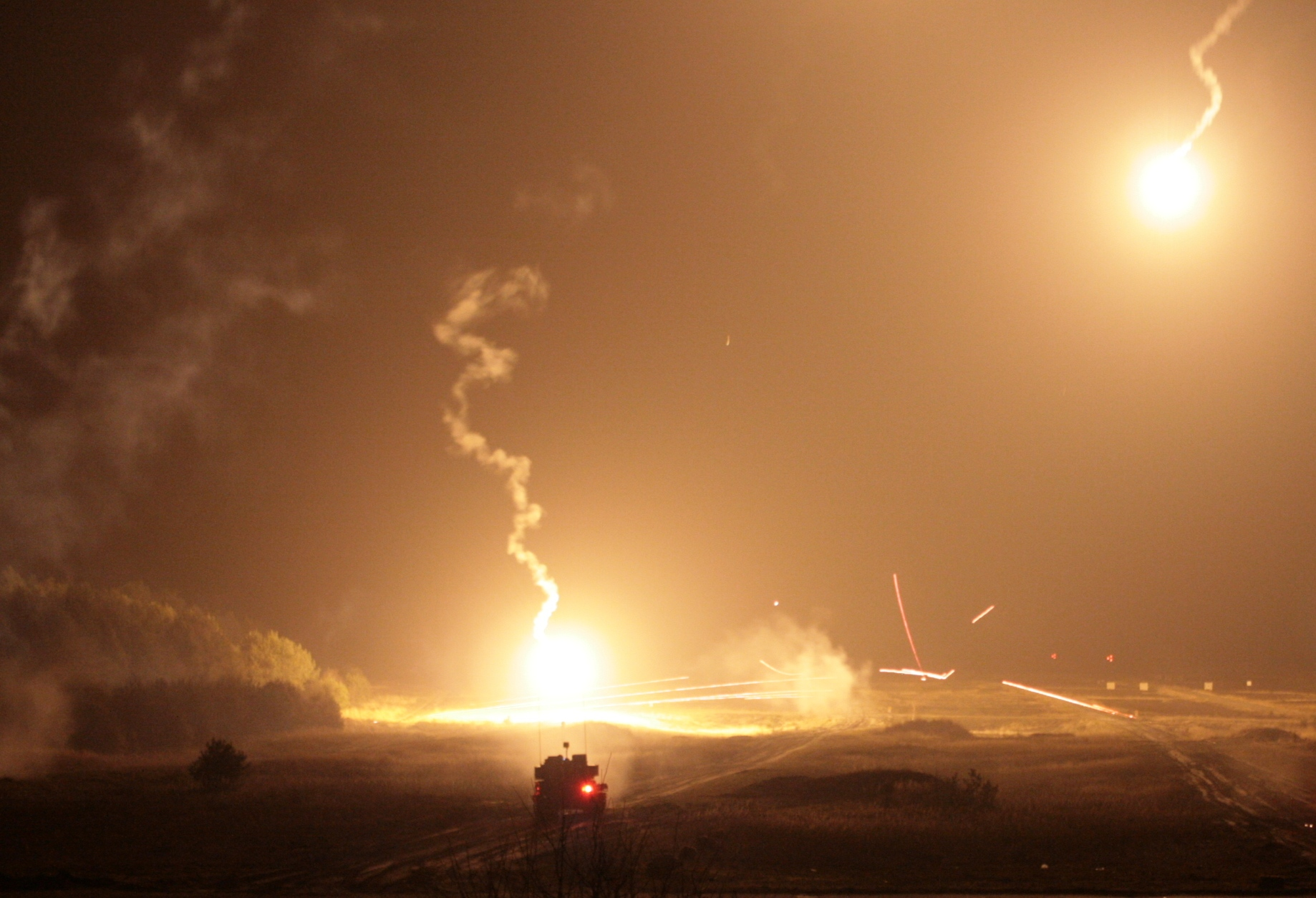
Dalande lyskroppar.

Stridsfältbelysning görs antingen från himlaplan eller markplan.
Belysning från himlaplan görs med projektiler försedda med tidrör, lyskropp och fallskärm. Efter viss tid i det ballistiska loppet utlöser tidröret verkansdelen, varav fallskärmen släpps fri och lyskroppen tänds, i regel på en höjd av ett par-tre hundra meter över marken. Projektilen dalar därefter långsamt mot marken.
Belysning från markplan görs med projektiler försedda med tidrör eller fördröjningssats, samt lyskropp. Sådana saknar fallskärm och börjar antingen lysa under det ballistiska loppet eller vid nedslag.

## Lysbomb
Lysbomber utgörs av flygbomber försedda med tidrör, lyskropp och fallskärm för belysning från himlaplan. De används bland annat för nattlig målmarkering och/eller målbelysning exempelvis i samband med bombräder.
Under andra världskrigets bombningar av tyska städer användes brittiska Pathfinder. Det var i förväg flygande plan som fällde lysbomber över målområdet och sålunda agerade vägledare för efterkommande bombplan. Lysbomben gled sakta ned mot marken, hängande i en fallskärm och markerade eller belyste så målet med olika färger. I folkmun kallades denna belysning för "julgran".

## Lysgranat / Lysvinggranat
Lysgranater och lysvinggranater utgörs av granater och vinggranater respektive med verkansdel i form av så kallade lysaggregat, en förstärkt lyskropp för att tåla miljön vid skottlossning, i projektilbanan och vid krevad, ofta försedd med tidrör och fallskärm för belysning från himlaplan, avsedda för stridsfältbelysning.
Lysvinggranater skjuts främst med granatkastare, men det förekommer även särskilda skjutanordningar kallade lyskastare, ibland fordonsmonterade likt rökkastare.

## Lysraket
Lysraketer är artilleriraketer och handavfyrade raketer likt nödraketer som istället för stridshuvud har lyskropp för stridsfältbelysning. Större raketer har ofta fallskärm för belysning från himlaplan, medan mindre lyser under loppet och från nedslagsplatsen.
I Svenska försvarsmakten finns bland annat en handavfyrad lysraket för närbelysning kallad närlys.

## Lyspatron
Lyspatroner signalpistolammunition för stridsfältbelysning. Sådana utgörs av en hylsa med fördröjningssats, drivladdning och lyskropp, vilka verkar genom att utsöndra ljus från toppen av projektilbanan och sedan från nedslagsplatsen.

## Fallskärmsljus

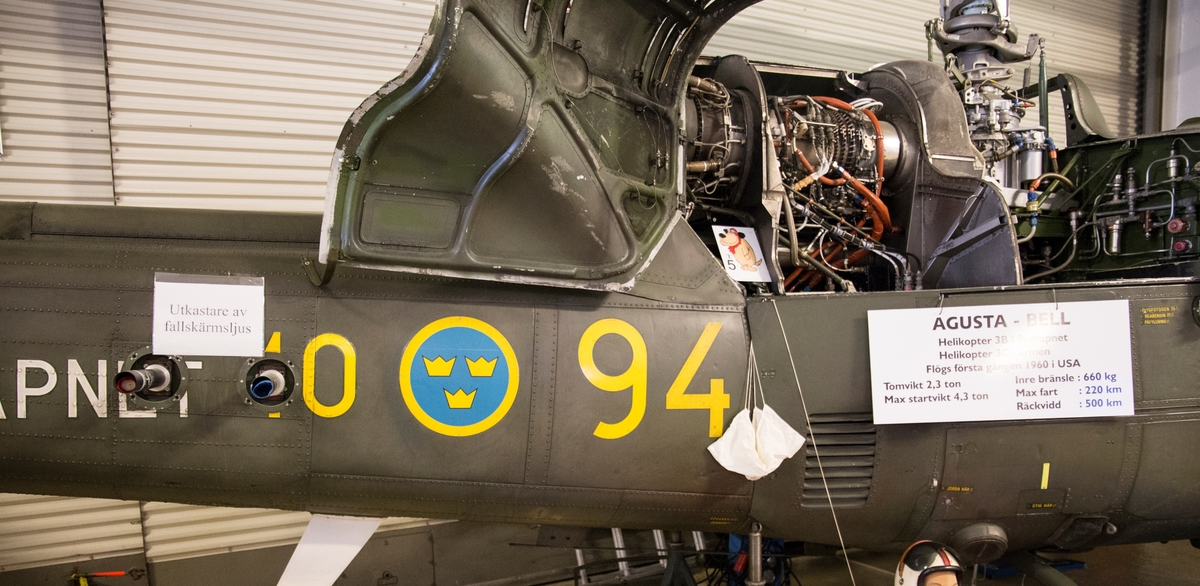
Helikopter 3B utställd på Flygvapenmuseum med fallskärmsljus på stjärten.

Fallskärmsljus är fallskärmsförsedda lyskroppar som fälls från helikoptrar för att belysa landningsplatser, ej olikt lysbomber. De kan antingen kastas för hand eller från kastanordningar ut på helikoptern. Svenska exempel har haft en lystid om cirka 80 sekunder.

### Tryckta verk
- Amordlista: Preliminär Ammunitionsordlista. Försvarets materielverk (FMV), huvudavdelningen för armémateriel. 1979. sid. 22, 42–43. Läst 4 juli 2023